# Joel Lindpere
Joel Lindpere (Tallinn, 5 de outubro de 1981) é um ex-futebolista estoniano que atuava como meio-campista.

## Carreira em clubes
Lindpere iniciou a carreira no Nõmme Kalju, em 1997, tendo feito 13 gols em apenas 7 jogos disputados. No mesmo ano foi emprestado ao Tervis Pärnu, onde atuou em 23 partidas e marcou 5 gols.
Em 2000 assinou com o Flora Tallinn, jogando 37 vezes e marcando 9 gols antes de ser emprestado novamente, desta vez ao Warrior Valga. Reintegrado ao elenco do Flora em 2002, tornando-se um dos principais meio-campistas do futebol estoniano e ajudando o clube a conquistar o bicampeonato nacional. Em fevereiro de 2005, foi contratado por empréstimo pelo CSKA Sófia (Bulgária), em sua primeira experiência fora de seu país. Sua passagem pelo Flora encerrou-se em setembro de 2006, quando foi dispensado após um incidente com o quarto árbitro no jogo contra o Levadia, pela Copa da Estônia. Somando todas as competições que disputou, Lindpere jogou 152 partidas e marcou 40 gols.
Defendeu também Tromsø, New York Red Bulls, Chicago Fire e Baník Ostrava antes de voltar ao Nõmme Kalju, encerrando a carreira de jogador em 2015.
Em 2019, trabalhou como auxiliar-técnico da seleção sub-19 da Estônia, deixando o cargo pouco depois.

## Seleção Estoniana
Tendo feito sua estreia pela Seleção Estoniana contra os Emirados Árabes, em novembro de 1999, Lindpere faria seu primeiro gol em fevereiro de 2004, sobre a Moldávia. Em 2010, chegou a anunciar que não pretendia seguir defendendo a equipe, alegando que queria seguir focado no New York Red Bulls, mas voltou atrás na decisão no ano seguinte.
Com 107 jogos disputados, é o 11º jogador que mais vezes defendeu a Estônia, além de ter feito 7 gols. Já aposentado em nível de clubes, deixou a seleção em junho de 2016, na vitória por 2 a 0 sobre Andorra.

## Títulos
Flora Tallinn
- Meistriliiga: 2002, 2003
- Supercopa da Estónia: 2002, 2003

CSKA Sófia
- Liga Profissional Búlgara de Futebol A: 2004–05

Nõmme Kalju
- Copa da Estônia: 2014–15

### Individuais
- Major League Soccer All Star: 2010, 2011
- MVP do New York Red Bulls: 2010